# スティーヴン・ジレンホール
スティーヴン・ロアーク・ジレンホール（Stephen Roark Gyllenhaal, [ˈdʒɪlənhɔːl]; 1949年10月4日 - ）は、アメリカ合衆国の映画監督、詩人である。俳優のジェイク・ジレンホールとマギー・ジレンホールの父親である。

## 生い立ちと私生活
オハイオ州クリーブランドで生まれる。スウェーデン系とイングランド系の家系であり、父方は1652年にスウェーデン女王クリスティーナにより「ジレンホール」の名を授けられた騎兵将校ニスル・ガンネソン・ハール（Nils Gunnesson Haal）を祖先とするジレンホール家の出身である。ペンシルベニア州ブライン・アタインで育ち、1972年にコネチカット州ハートフォードのトリニティ・カレッジで英語の学位を得て卒業する。大学時代は詩人のヒュー・オグデンに師事した。
1977年に脚本家のナオミ・フォナーと結婚するが、2009年に離婚する。フォナーとのあいだには女優のマギー・ジレンホールと男優のジェイク・ジレンホールが生まれた。また『マイアミ・ヘラルド』編集長のアンダース・ジレンホールは兄弟である。
2011年7月、ジレンホールの映画『Grassroots』（2012年）の共同プロデューサーであったキャスリーン・マンと再婚する。マンは2度の流産の後、2014年に息子を出産する。

## キャリア
ピート・デクスターの同名小説を原作とする映画『パリス・トラウト』（1990年）により全米監督協会賞を受賞する。1990年代からはテレビシリーズの仕事が増え、『ツイン・ピークス』、『NUMBERS 天才数学者の事件ファイル』、『メンタリスト』、『しあわせの処方箋』、『アーミー・ワイフ』、『ブルーブラッド 〜NYPD家族の絆〜』などに参加する。2011年にアン・ヘッシュ主演のテレビ映画『Girl Fight』を監督したことで再び全米監督協会賞にノミネートされる。
詩人としても活動しており、『Prairie Schooner』や『Nimrod』といった文芸誌に掲載されている。2006年6月に初の詩集『Claptrap: Notes from Hollywood』が発売される。

## 主なフィルモグラフィ

### 映画
| 年   | タイトル                                    | クレジット           | 備考       |
| ---- | ------------------------------------------- | -------------------- | ---------- |
| 1979 | Exit 10                                     | 監督・脚本・製作     | 短編映画   |
| 1985 | 放課後 The New Kids                         | 脚本・原案           |            |
| 1985 | 暴力天使 Certain Fury                       | 監督                 |            |
| 1990 | A Killing in a Small Town                   | 監督                 | テレビ映画 |
| 1991 | パリス・トラウト Paris Trout                | 監督                 |            |
| 1992 | 秘密 Waterland                              | 監督                 |            |
| 1993 | 欲望 A Dangerous Woman                      | 監督                 |            |
| 1995 | 代理人 Losing Isaiah                        | 監督                 |            |
| 1998 | ワイルド・スモーカーズ Homegrown            | 監督・脚本・原案     |            |
| 1999 | レザレクション/クレアの奇跡 Resurrection    | 監督                 | テレビ映画 |
| 2001 | 暴動刑務所 The Warden                       | 監督                 | テレビ映画 |
| 2001 | レッド・ロック The Warden of Red Rock       | 監督                 | テレビ映画 |
| 2002 | Living with the Dead                        | 監督・共同製作総指揮 | テレビ映画 |
| 2006 | タイムボム/ワシントンD.C.爆破計画 Time Bomb | 監督                 | テレビ映画 |
| 2007 | Manchild                                    | 監督                 | テレビ映画 |
| 2010 | The Mentalist                               | 監督                 | テレビ映画 |
| 2011 | Girl Fight                                  | 監督                 | テレビ映画 |
| 2012 | Grassroots                                  | 監督・脚本           |            |
| 2013 | An Amish Murder                             | 監督                 | テレビ映画 |
| 2016 | So B. It                                    | 監督                 |            |

### テレビシリーズ
| 年        | タイトル                                           | 備考                                 |
| --------- | -------------------------------------------------- | ------------------------------------ |
| 1990      | シークレット・サブマリン Family of Spies           | ミニシリーズ 計2話監督               |
| 1991      | ツイン・ピークス Twin Peaks                        | 監督: 第2シーズン第20話「第27章」    |
| 1994      | ホミサイド/殺人捜査課 Homicide: Life on the Street | 監督: 第2シーズン第1話「災厄の日」   |
| 2006-2010 | NUMBERS 天才数学者の事件ファイル Numb3rs           | 計11話監督                           |
| 2008-2009 | アーミー・ワイフ Army Wives                        | 計3話監督                            |
| 2010      | メンタリスト The Mentalist                         | 計2話監督                            |
| 2010-2011 | ブルーブラッド 〜NYPD家族の絆〜 Blue Bloods        | 計2話監督                            |
| 2011      | しあわせの処方箋 Hawthorne                         | 監督: 第3シーズン第4話「健康フェア」 |
| 2014-2015 | 理想の夫婦の別れ方 Satisfaction                    | 計3話監督                            |